# Championnat de Tchécoslovaquie de football 1973-1974
Navigation
Saison précédente Saison suivante
La saison 1973-1974 du Championnat de Tchécoslovaquie de football est la 48e édition du championnat de première division en Tchécoslovaquie. Les seize meilleurs clubs du pays se retrouvent au sein d'une poule unique, la First League, où les formations s'affrontent deux fois, à domicile et à l'extérieur. À l'issue du championnat, les deux derniers du classement sont relégués et remplacés par les deux meilleurs clubs de II. Liga, la deuxième division tchécoslovaque.
C'est le club du SK Slovan Bratislava qui termine en tête du classement du championnat avec deux points d'avance sur le Dukla Prague et trois sur un duo composé du SK Slavia Prague et du FC Banik Ostrava. C'est le 6e titre de champion de Tchécoslovaquie de l'histoire du club, qui réussit même le doublé, grâce à sa victoire en finale de la Coupe de Tchécoslovaquie face au Slavia Prague.
Le triple tenant du titre, le Spartak Trnava, ne termine qu'à la 7e place, à huit points du Slovan. Quant au vice-champion la saison précédente, le Tatran Presov, il termine lanterne rouge et descend donc en II. Liga à l'issue de la compétition.

## Les 16 clubs participants
| - Dukla Prague - AC Sparta Prague - Skoda Plzen - SK Slovan Bratislava - FC Bohemians Prague - Promu de II. Liga - TJ ZVL Žilina - VSS Kosice - FK Inter Bratislava - Promu de II. Liga | - Zbrojovka Brno - FC Banik Ostrava - Lokomotiva Kosice - AC Nitra - Sklo Union Teplice - SK Slavia Prague - Spartak Trnava - Tatran Presov |

## Compétition

### Classement
Le barème utilisé pour établir le classement est le suivant :
- Victoire : 2 points
- Match nul : 1 point
- Défaite : 0 point

| Rang | Équipe                   | Pts | J  | G  | N  | P  | Bp | Bc | Diff |
| ---- | ------------------------ | --- | -- | -- | -- | -- | -- | -- | ---- |
| 1    | ŠK Slovan Bratislava (C) | 37  | 30 | 15 | 7  | 8  | 58 | 39 | +19  |
| 2    | Dukla Prague             | 35  | 30 | 14 | 7  | 9  | 42 | 34 | +8   |
| 3    | SK Slavia Prague         | 34  | 30 | 16 | 2  | 12 | 47 | 38 | +9   |
| 4    | FC Baník Ostrava         | 34  | 30 | 14 | 6  | 10 | 40 | 42 | -2   |
| 5    | TJ ZVL Žilina            | 30  | 30 | 14 | 2  | 14 | 39 | 42 | -3   |
| 6    | Sklo Union Teplice       | 29  | 30 | 11 | 7  | 12 | 42 | 39 | +3   |
| 7    | FC Spartak Trnava (T)    | 29  | 30 | 8  | 13 | 9  | 32 | 31 | +1   |
| 8    | AC Sparta Prague         | 29  | 30 | 11 | 7  | 12 | 37 | 39 | -2   |
| 9    | VSS Košice               | 29  | 30 | 11 | 7  | 12 | 41 | 45 | -4   |
| 10   | Zbrojovka Brno           | 29  | 30 | 12 | 5  | 13 | 33 | 37 | -4   |
| 11   | AC Nitra                 | 29  | 30 | 10 | 9  | 11 | 38 | 50 | -12  |
| 12   | FC Bohemians Prague (P)  | 28  | 30 | 10 | 8  | 12 | 43 | 42 | +1   |
| 13   | FK Inter Bratislava (P)  | 28  | 30 | 11 | 6  | 13 | 45 | 46 | -1   |
| 14   | Skoda Plzen              | 28  | 30 | 10 | 8  | 12 | 38 | 46 | -8   |
| 15   | FC Lokomotíva Košice     | 27  | 30 | 10 | 7  | 13 | 50 | 47 | +3   |
| 16   | Tatran Prešov            | 25  | 30 | 8  | 9  | 13 | 35 | 43 | -8   |

|  | Qualification pour la Coupe d'Europe des clubs champions 1974-1975                                |
|  | Qualification pour la Coupe des Coupes 1974-1975                                                  |
|  | Qualification pour la Coupe UEFA 1974-1975                                                        |
|  | Relégation en II. Liga                                                                            |
|  | (T) Tenant du titre (C) Vainqueur de la Coupe du Tchécoslovaquie (P) : Promu de deuxième division |

## Bilan de la saison
| Championnat de Tchécoslovaquie de football 1973-1974 |                                 |
| Champion                                             | SK Slovan Bratislava (6e titre) |
| Coupes et trophées                                   |                                 |
| Vainqueur de la Coupe de Tchécoslovaquie 1973-1974   | SK Slovan Bratislava            |
| Qualifications continentales                         |                                 |
| Coupe d'Europe des clubs champions 1974-1975         | SK Slovan Bratislava            |
| Coupe des Coupes 1974-1975                           | SK Slavia Prague                |
| Coupe UEFA 1974-1975                                 | Dukla Prague                    |
| Coupe UEFA 1974-1975                                 | FC Banik Ostrava                |
| Promotions et relégations                            |                                 |
| Promus en I. Liga                                    | TZ Trinec                       |
| Promus en I. Liga                                    | LIAZ Jablonec                   |
| Relégués en II. Liga                                 | FC Lokomotiva Kosice            |
| Relégués en II. Liga                                 | Tatran Presov                   |